# یوا
شهر یوا (به سوئدی: Hjo) در ناحیه شهری یوا در کشور سوئد واقع شده‌است. جمعیت این شهر ۱۳۶۱٫۹۹  نفر است.